# Wicket
Apache Wicket，通常称为Wicket，是一种轻量级的基于组件的Java Web应用框架，其概念类似于JavaServer Faces和Tapestry。它最初由乔纳森·洛克在2004年4月编写。2005年6月发布1.0版。2007年6月，它成功成为Apache顶级项目。

## 基本原理
传统的MVC框架依据整个请求和整个网页来工作。在每个请求周期内，输入请求被映射到一个控制器对象的一个方法上，然后控制器产生全部的输出响应，通常是从一个模型拉出数据，并填入一个由特殊的模板标记写成的视图。这种方式保证了应用的控制流简单清晰，但会导致控制器的代码很难被复用。
与此相反，Wicket尽量模仿有状态的GUI框架，如Swing. Wicket应用像一棵组件的树，其使用监听器委托来响应基于链接和表单的HTTP请求，并使用类似Swing组件的方式来响应鼠标和键盘事件。Wicket被归类为一个基于组件的框架。

## 设计
Wicket使用简单的XHTML作为模板（其强制将展示和业务逻辑进行明确的分离，并允许使用传统的所见即所得设计工具来编辑模板）。每个组件对应于XHTML中一个命名的元素，并负责在最后的输出中渲染该元素。网页仅仅是顶级的组件容器，并匹配一个XHTML模板。使用一个特殊标签，一组独立的组件可以抽象成一个单独的组件——面板，然后面板就可以作为一个整体，在该网页，其它网页，甚至其它面板重复使用。
每个组件由它自己的模型支持，由模型来表现组件的状态。该框架并没有说明组件如何与它们的模型交互，它被视为黑箱，并会在请求间自动序列化和持久化。更加复杂的模型，甚至可以做成可拆分的，并提供钩子在每一个请求周期的开始和结束来安排自己的存储和恢复。Wicket并没有特定的对象持久化或ORM层，所以应用通常结合Hibernate对象、EJB或POJO作为模型使用。
在Wicket中，所有服务器端状态都是自动管理的。永远不要直接使用HttpSession或类似的对象来存储状态，而要让状态关联到组件上。每个服务器端页面组件拥有一个有状态组件的内嵌层级，在那里每个组件的模型最终是一个POJO。
Wicket一切从简。Wicket没有配置文件需要学习。Wicket是一个对组件结构有一致方法的简单类库。

## 举例
一个Hello World Wicket应用有四个文件：
HelloWorld.html
XHTML模板。
```
<!DOCTYPE html PUBLIC "-//W3C//DTD XHTML 1.0 Transitional//EN" 

        "http://www.w3.org/TR/xhtml1/DTD/xhtml1-transitional.dtd">

<html
 
xmlns=
"http://www.w3.org/1999/xhtml"
 

        
xmlns:wicket=
"http://wicket.apache.org/dtds.data/wicket-xhtml1.3-strict.dtd"

        
xml:lang=
"en"
 
lang=
"en"
>

<body>

    
<span
 
wicket:id=
"message"
 
id=
"message"
>
消息放在这里
</span>

</body>

</html>

```

HelloWorld.java
将与模板关联的页面组件。而它又结合一个子组件（该标签组件名为“message”）。
```
package
 
org.wikipedia.wicket
;

import
 
org.apache.wicket.markup.html.WebPage
;

import
 
org.apache.wicket.markup.html.basic.Label
;

public
 
class
 
HelloWorld
 
extends
 
WebPage
 
{

    
/**

     * Constructor

     */

    
public
 
HelloWorld
()
 
{

        
add
(
new
 
Label
(
"message"
,
 
"Hello World!"
));

    
}

}

```

HelloWorldApplication.java
应用主类，它将首页的请求导向HelloWorld页面组件。
```
package
 
org.wikipedia.wicket
;

import
 
org.apache.wicket.protocol.http.WebApplication
;

public
 
class
 
HelloWorldApplication
 
extends
 
WebApplication
 
{

    
/**

     * Constructor.

     */

    
public
 
HelloWorldApplication
()
 
{

    
}

    
/**

     * @see org.apache.wicket.Application#getHomePage()

     */

    
public
 
Class
 
getHomePage
()
 
{

        
return
 
HelloWorld
.
class
;

    
}

}

```

web.xml
该servlet应用的部署描述符，它安装Wicket作为默认的servlet处理程序，并安排HelloWorldApplication在启动时实例化。
```
<?xml version="1.0" encoding="UTF-8"?>

<web-app
 
xmlns:xsi=
"http://www.w3.org/2001/XMLSchema-instance"
 

         
xmlns=
"http://java.sun.com/xml/ns/javaee"
 

         
xmlns:web=
"http://java.sun.com/xml/ns/javaee/web-app_2_5.xsd"
 

         
xsi:schemaLocation=
"http://java.sun.com/xml/ns/javaee 

                             http://java.sun.com/xml/ns/javaee/web-app_2_5.xsd"
 

         
id=
"WebApp_ID"
 
version=
"2.5"
>

    
<display-name>
Wicket
 
Example
</display-name>

    
<filter>

        
<filter-name>
HelloWorldApplication
</filter-name>

        
<filter-class>
org.apache.wicket.protocol.http.WicketFilter
</filter-class>

        
<init-param>

            
<param-name>
applicationClassName
</param-name>

            
<param-value>
org.wikipedia.wicket.HelloWorldApplication
</param-value>

        
</init-param>

    
</filter>

    
<filter-mapping>

        
<filter-name>
HelloWorldApplication
</filter-name>

        
<url-pattern>
/*
</url-pattern>

    
</filter-mapping>

</web-app>

```

## 组件
- 基本组件，如表单、链接、循环等等为内置。参见http://www.wicket-library.com/wicket-examples/compref/ （页面存档备份，存于）
- 更多的，参见https://cwiki.apache.org/confluence/display/WICKET/Index （页面存档备份，存于）

## 版本
| 版本号 | 日期       | 说明 |
| ------ | ---------- | --- |
| 1.3.7  | 2009-07-30 | [ 4 ] |
| 1.4    | 2009-07-30 | “……我们开始告别Java 1.4，并要求使用Java 5作为最低JDK版本。通过使用Java 5作为所需的最低平台，我们能够利用Java 5来提高我们API的类型安全性。” |
| 1.4.1  | 2009-08-21 | [ 6 ] |
| 1.4.9  | 2010-05-24 | “……超过十五处修复和改进” |
| 1.4.10 | 2010-08-11 | “……超过三十处修复和改进。” |
| 1.4.16 | 2011-02-25 | “这主要是一个在1.4.x（稳定）分支上发布的小修正。”                                                                                          |
| 1.4.17 | 2011-04-02 | “这主要是一个在1.4.x（稳定）分支上发布的小修正。”                                                                                          |
| 1.4.18 | 2011-08-09 | “这主要是一个在1.4.x（稳定）分支上发布的小修正。”                                                                                          |
| 1.4.19 | 2011-10-19 | “这主要是一个在1.4.x（稳定）分支上发布的小修正。”                                                                                          |
| 1.5.0  | 2011-09-07 | “Apache Wicket 1.5已经开发了两年了，相比以前的版本，它带来了许多改进。”                                                                    |
| 1.5.1  | 2011-09-29 | “……超过40处修复和15处改进。” |
| 1.5.2  | 2011-10-24 | “……超过25处修复和5处改进。” |
| 1.5.3  | 2011-11-14 | “……超过40处修复和改进。” |
| 1.6    | 2012-09-05 | 开始集成jQuery，完全基于AJAX请求来控制，改进在浏览器的事件注册，支持大数据集、客户端JavaScript库的依赖管理，实验性地支持websocket          |
| 1.6.3  | 2013-01-02 | jQuery 1.8.2；修正IE7和IE8中的JavaScript错误。                                                                                             |
| 1.6.4  | 2013-01-14 | jQuery 1.8.3、Bootstrap 2.2.2、JSR 303 BeanValidation支持，层级反馈面板                                                                    |

### 介绍文章
- IBM Wicket：一个用于构建及测试动态网页的简化框架 （页面存档备份，存于）（英文）
- Wicket框架一瞥 （页面存档备份，存于）（英文）
- 关于Wicket 1.0的服务器端讨论 （页面存档备份，存于）（英文）
- 服务器端讨论 （页面存档备份，存于）（英文）
- Javalobby采访Martijn Dashorst（项目主席）（英文）
- Martijn Dashorst讲Wicket（英文）

### 博客
- Wicket在运转 （页面存档备份，存于）（英文）
- Martijn Dashorst （页面存档备份，存于）（英文）
- 布鲁诺·博尔赫斯（英文）
- 神秘的程序员 （页面存档备份，存于）（英文）

### 文档
- Wicket的可重用组件和模式（英文）
- （页面存档备份，存于）（英文）
- 操作指南的Wiki、手册及更多 （页面存档备份，存于）（英文）
- 在现实世界使用Wicket的众多例子（英文）
- 一个免费且全面的Wicket用户指南 （页面存档备份，存于）（英文）